# Église Notre-Dame-de-l'Assomption de Thiviers
Pour les articles homonymes, voir église Notre-Dame-de-l'Assomption.
L'église Notre-Dame-de-l'Assomption est une église catholique située à Thiviers, en France.

## Localisation
L'église est située dans le département français de la Dordogne, dans la ville de Thiviers.

## Historique
Dans son livre sur L'architecture byzantine en France, Félix de Verneilh affirme que l'église de Thiviers était recouverte de deux coupoles de huit mètres de diamètre, l'une sur la dernière travée de la nef, l'autre sur le carré du transept. Elles se sont écroulées.
Il ajoute que l'abside était en hémicycle et a été refaite au XIIIe siècle avec un fond plat. Un peu plus tard, la nef a été agrandie de deux travées, la première supportant le clocher.
Félix de Verneilh n'a pas apporté de documents permettant de confirmer ce qu'il écrit à partir de l'analyse de la maçonnerie. Si on admet la vérité de ce qu'il affirme, l'église primitive n'avait qu'une nef d'une seule travée couverte d'une coupole, un carré du transept surmonté d'une coupole et un chevet en hémicycle. On peut voir cette disposition en regardant l'extérieur du chevet.
L'église conserve dans le transept et le chœur des chapiteaux d'une exécution assez simple, mais pittoresques qui doivent dater du XIIe siècle.
La nef a été tout entière couverte d'une voûte d'ogives. En 1503, un arrêt du parlement de Bordeaux décide d'affecter aux réparations de l'église le séquestre des revenus de l'archiprêtre de Thiviers. Pour la dernière travée de la nef qui était couverte d'une coupole et le carré du transept, la voûte d'ogives est accompagnée de liernes et tiercerons. On peut lire la date de 1515 qui correspond à la date de remplacement de la coupole. Pour le carré du transept, le déversement des piles a dû provoquer la ruine de la coupole. La voûte d'ogives en étoile a alors été lancée en 1511. On peut voir sur la dernière travée de la nef les impostes des piles qui devaient soutenir la coupole. On a conservé la coursière qui assurait la communication sous la coupole. Eugène Lefèvre-Pontalis a fait remarquer que ces coursières étaient fréquentes dans les églises du Sud-Ouest. Il a ajouté que celle de Thiviers est unique en Périgord.
Des travaux sont faits au clocher en 1782.

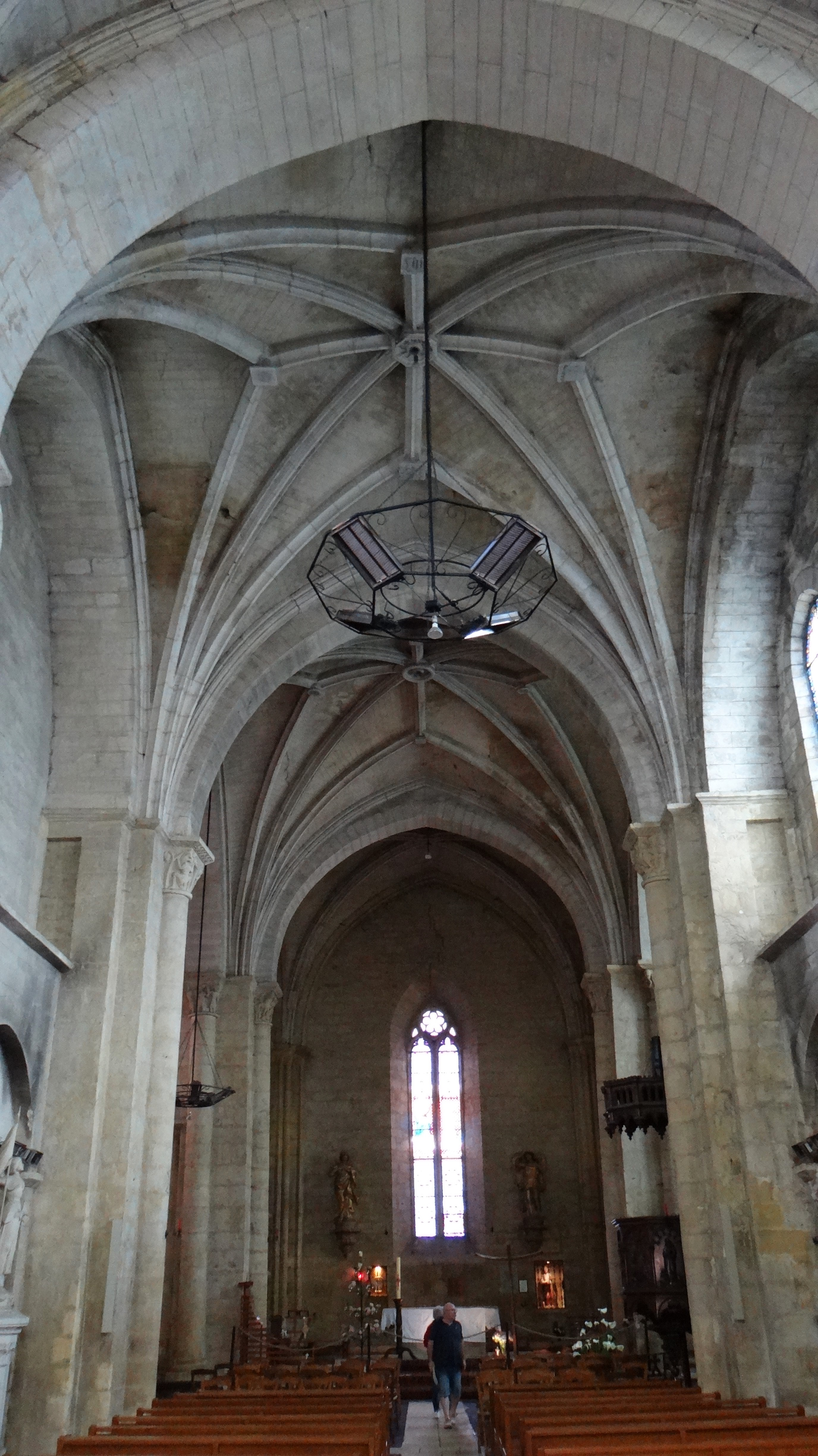
La nef vers le chœur avec les deux voûtes d'ogives en étoile et les coursières passant à travers les piles sous les arcs-doubleaux.
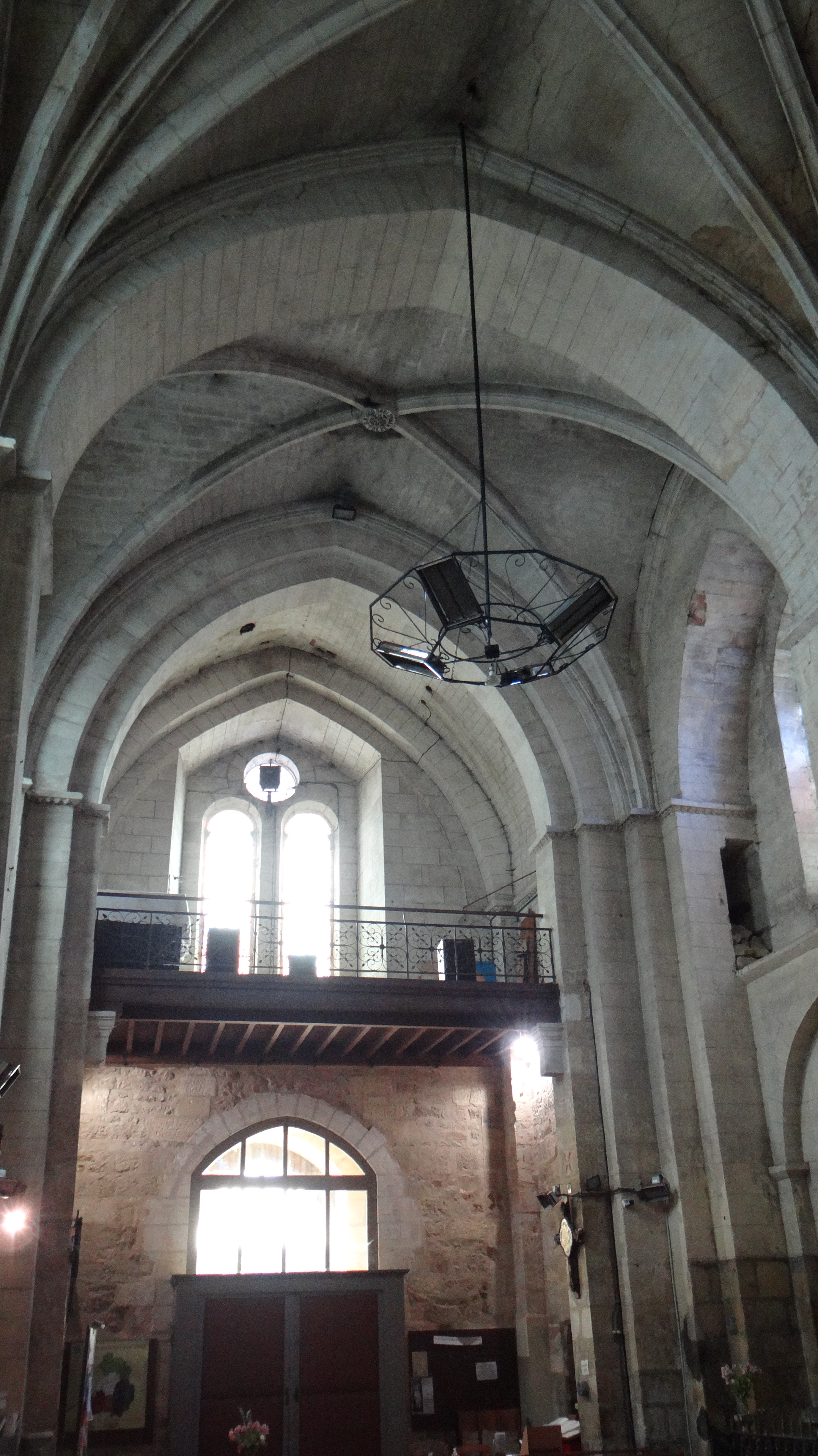
La nef vers l'entrée avec une première travée courte voûtée en berceau qui porte le clocher et une deuxième travée voûtée d'une croisée d'ogives.
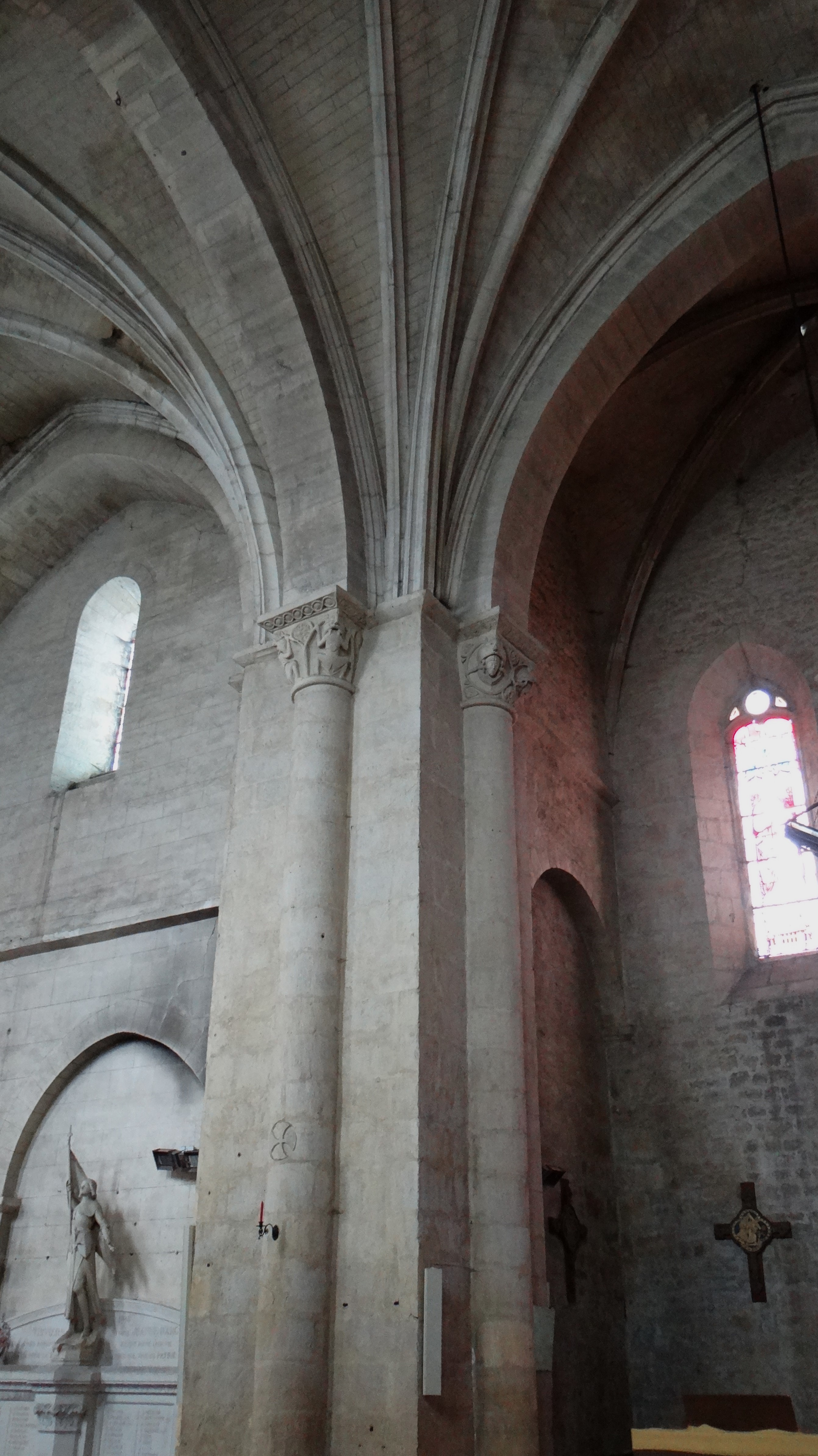
Colonne nord-ouest de la croisée du transept portant des chapiteaux romans.

En 1852, un rapport de l'architecte départemental Bouillon est lu au cours d'une réunion du conseil municipal. Il indique que l'église a été construite sans fondations et qu'elle était menacée de ruine si on ne fondait pas sur le rocher. Dans un autre rapport du 1er janvier 1854, l'architecte informe le conseil municipal que la façade du croisillon sud semble se détacher du vaisseau de l'église, que les murs du chevet et de la façade nord sont dégradés, et que les voûtes sont lézardées. Cela conduit la ville à faire un emprunt en 1860. Les travaux concernent essentiellement la façade latérale sud de l'église. La réception des travaux est faite en 1865.
En 1882, Jean-Louis Labbé, architecte à Bordeaux, reprend le clocher et la façade occidentale qui ont été reconstruits à neuf. On s'est alors aperçu que la voûte de la première travée de la nef n'était recouverte que d'une voûte en briques. D'autres travaux de renforcement ont dû être entrepris par cet architecte en 1886 en doublant les murs et les contreforts du chevet et l'élévation de la façade nord.

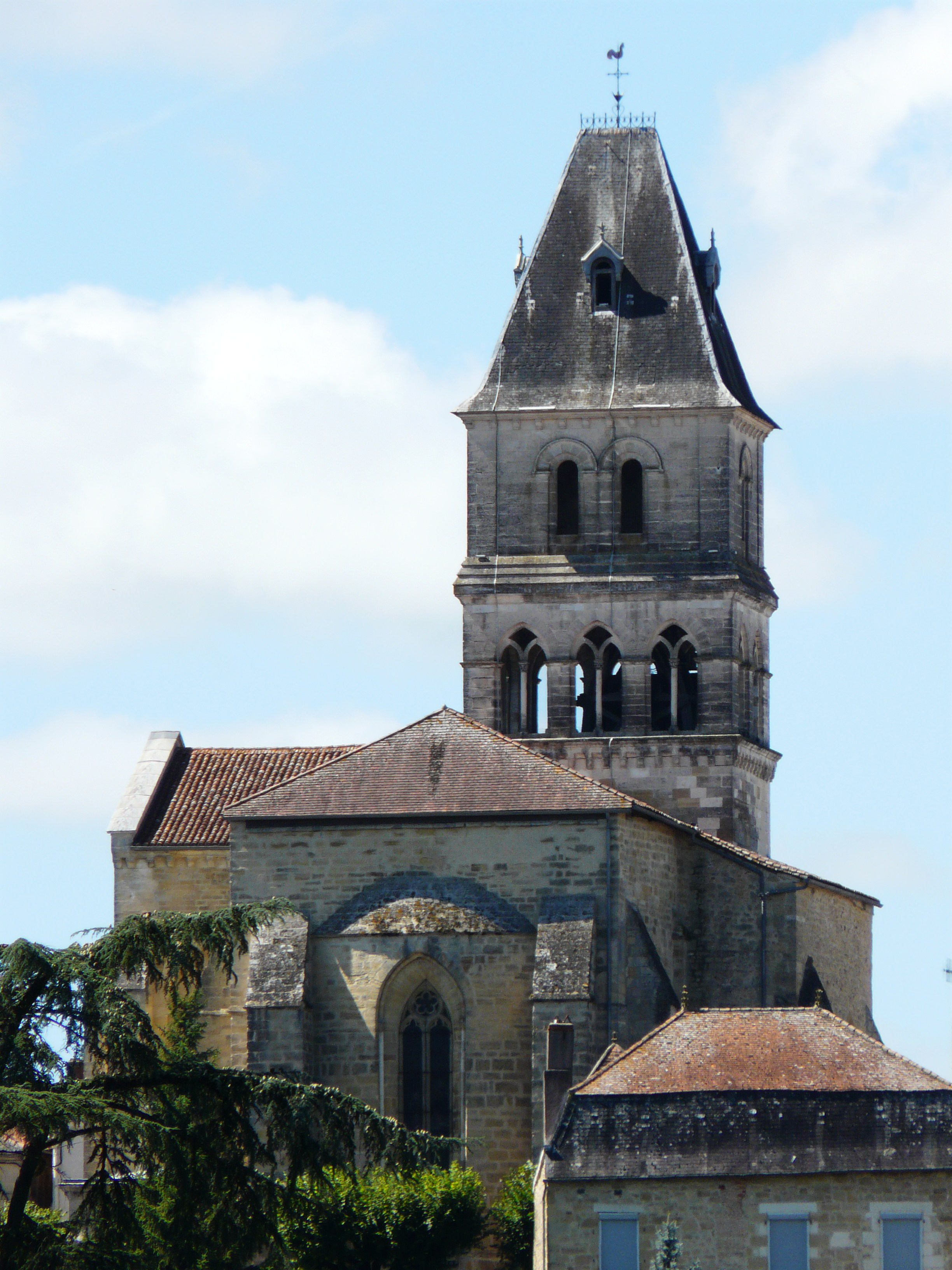
Chevet de l'église et clocher.
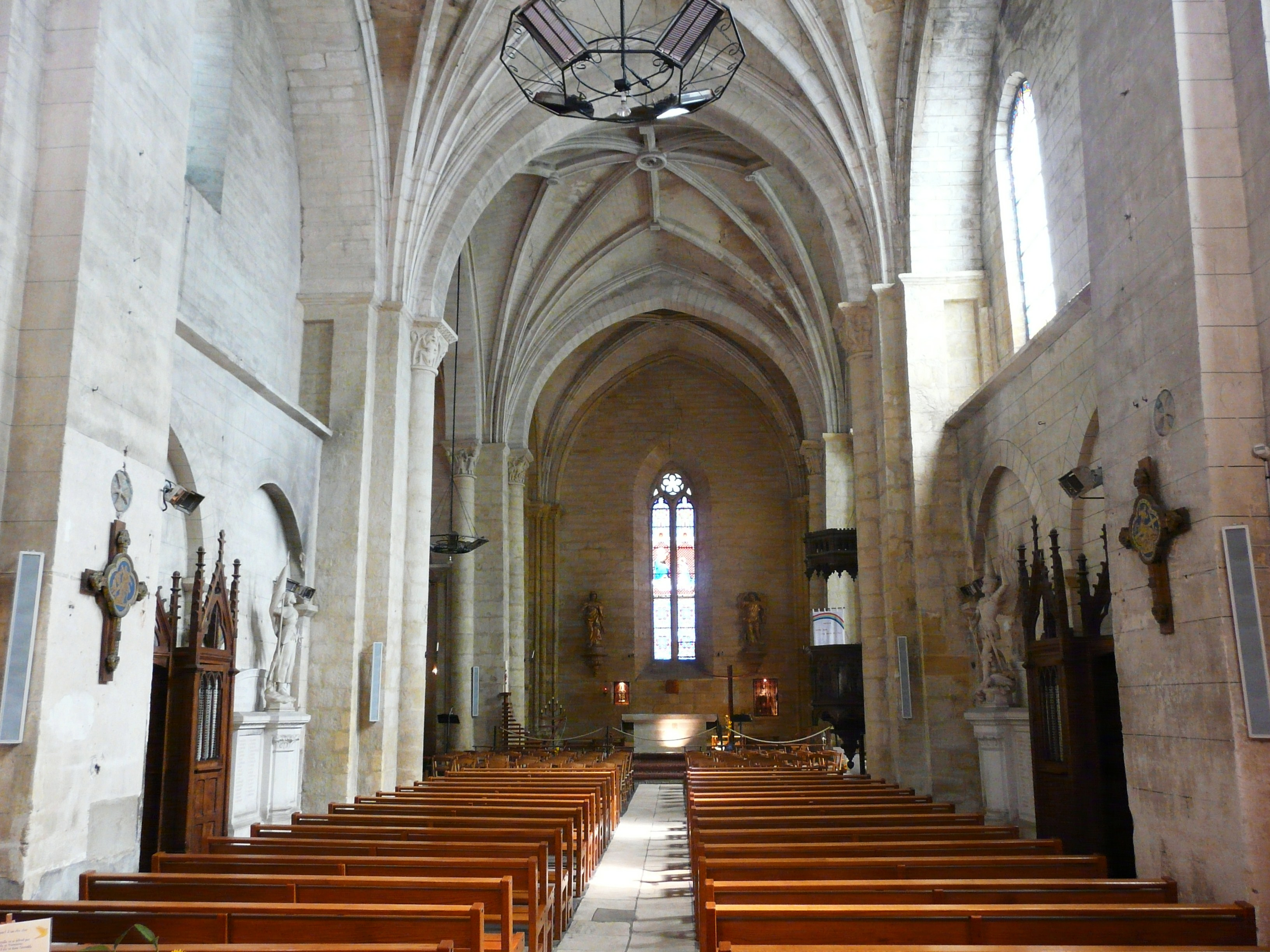
La nef.
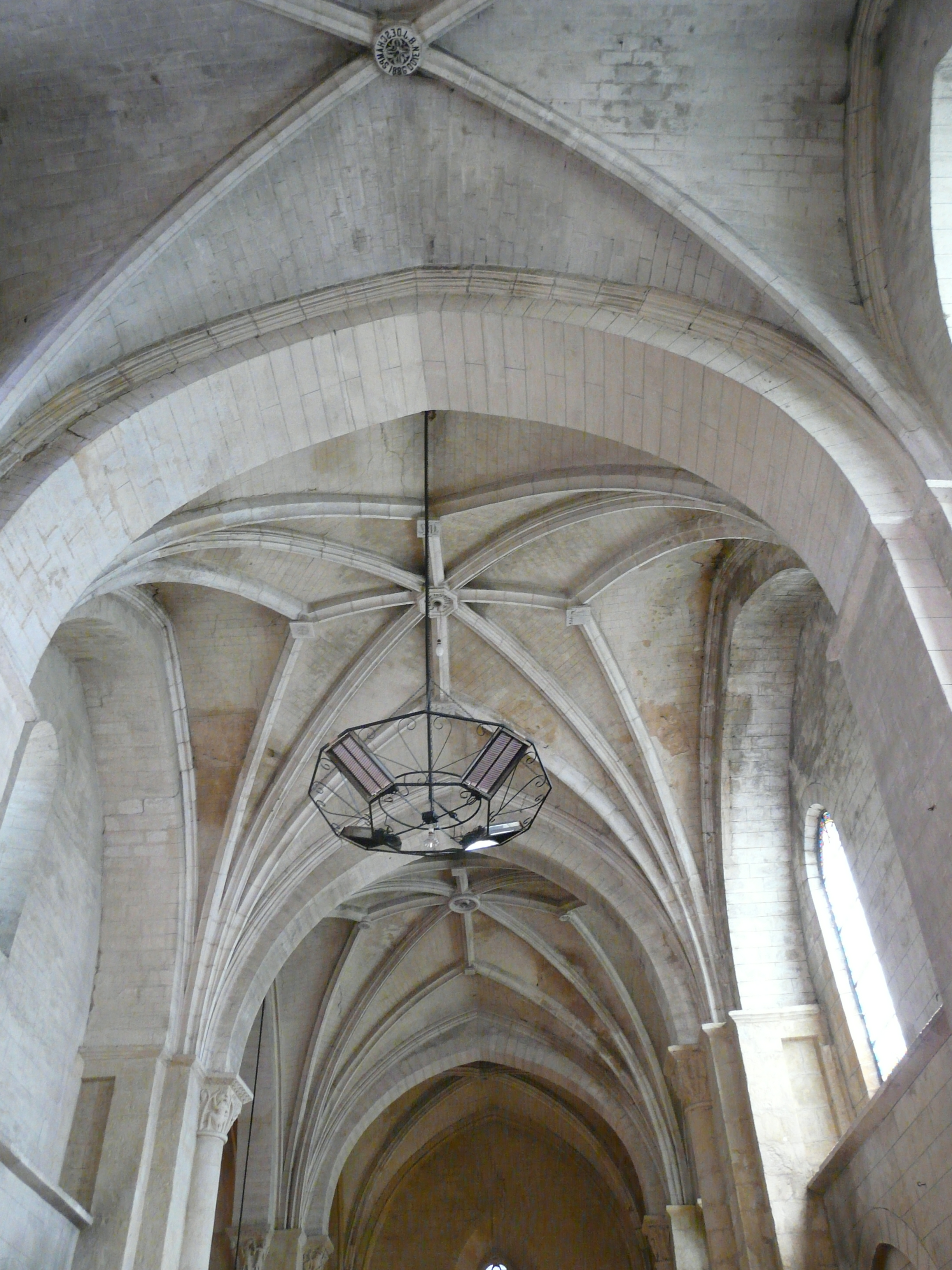
Voûte avec liernes et tiercerons.
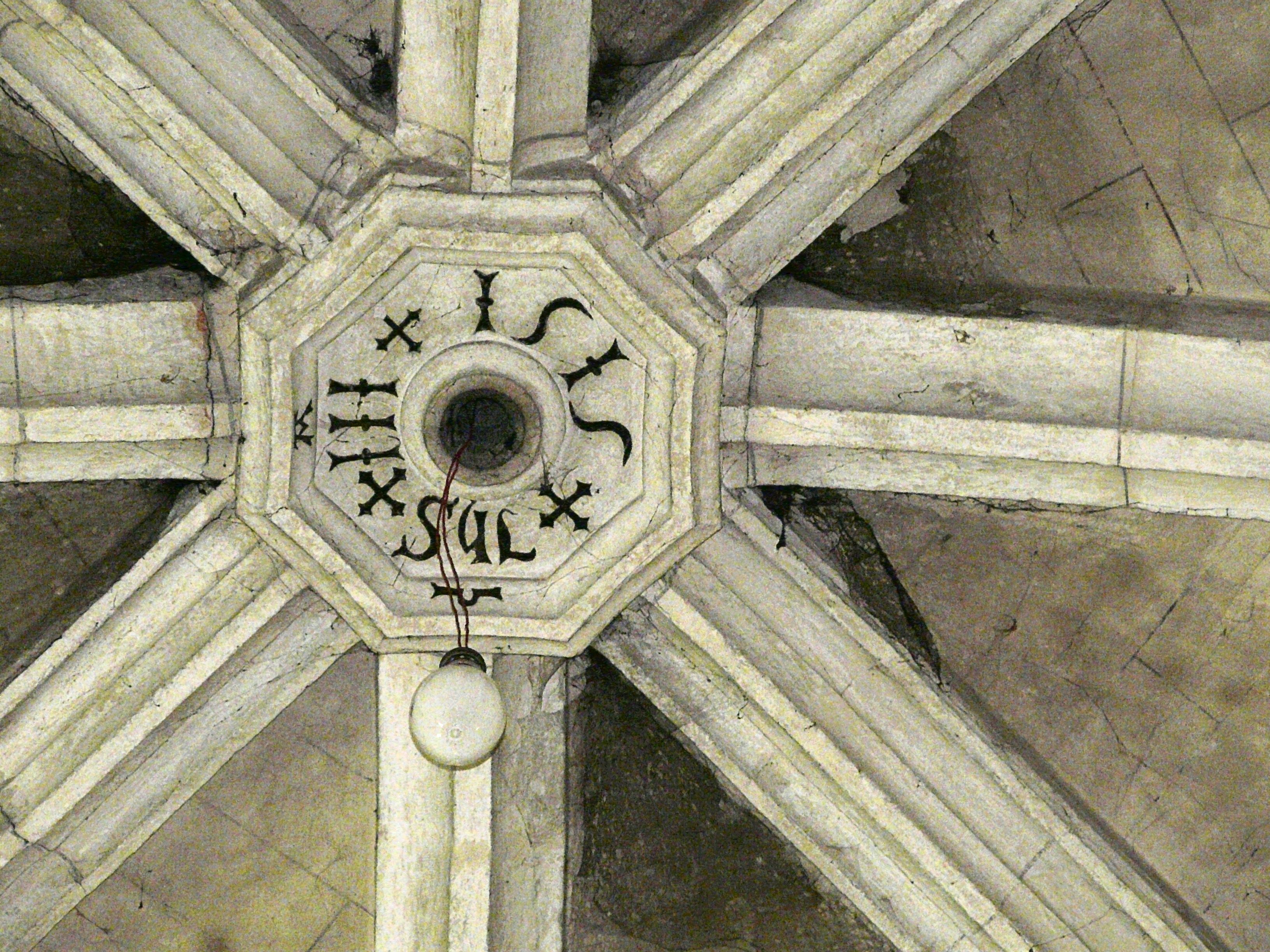
Clé de voûte.

## Protection
L'édifice est inscrit au titre des monuments historiques depuis le 15 novembre 1926.

## Description des chapiteaux de la croisée du transept
L'intérêt de l'église réside dans les chapiteaux de la croisée du transept qui sont de facture assez primitive datant probablement du XIIe siècle.

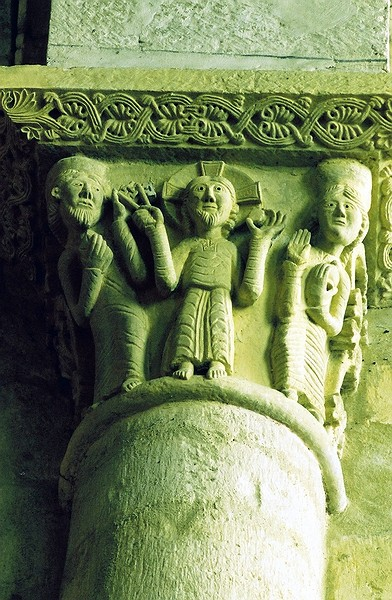
Le Christ remettant les clés à saint Pierre et une hostie à sainte Madeleine.
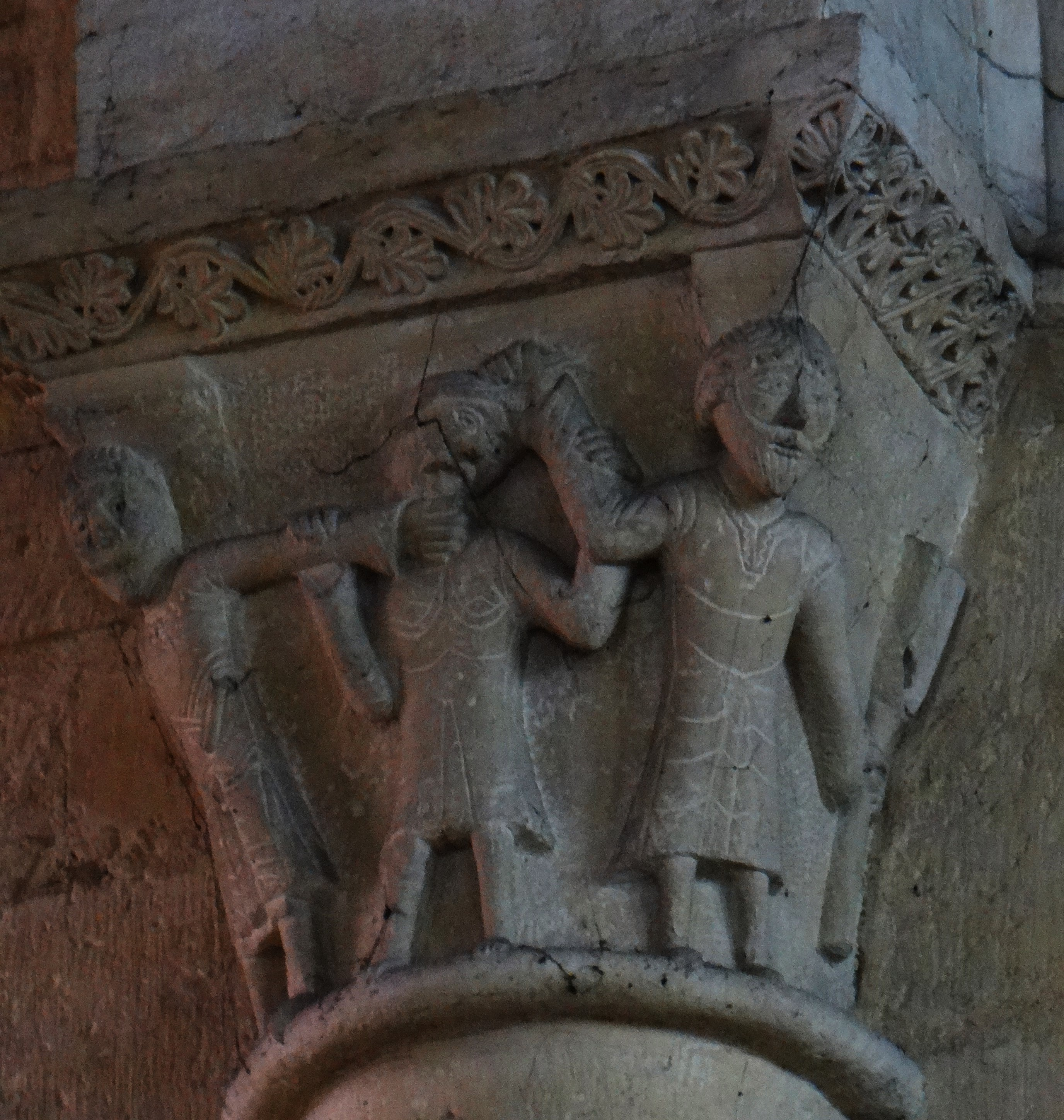
Deux personnages en molestant un troisième.
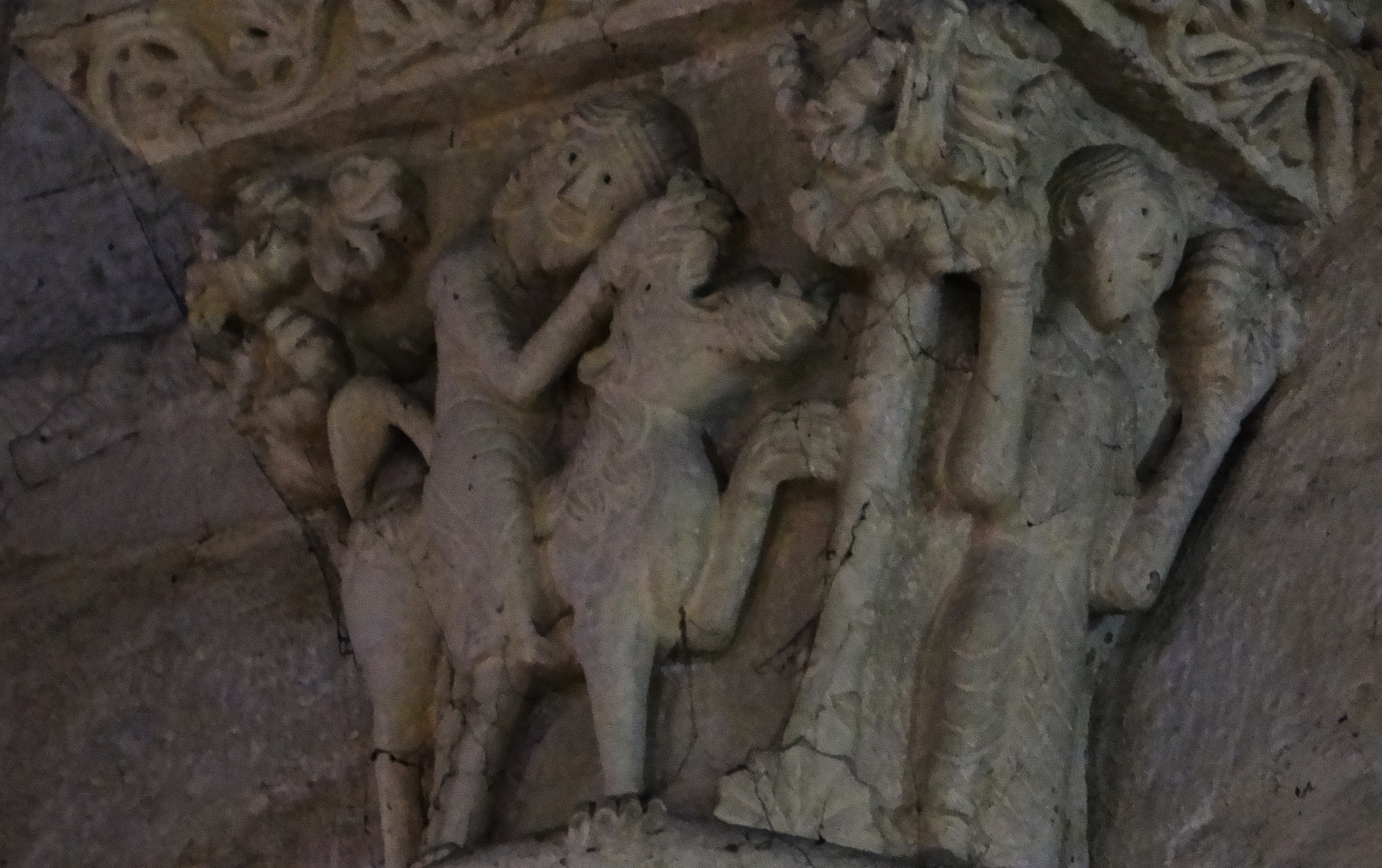
Samson terrassant le lion.
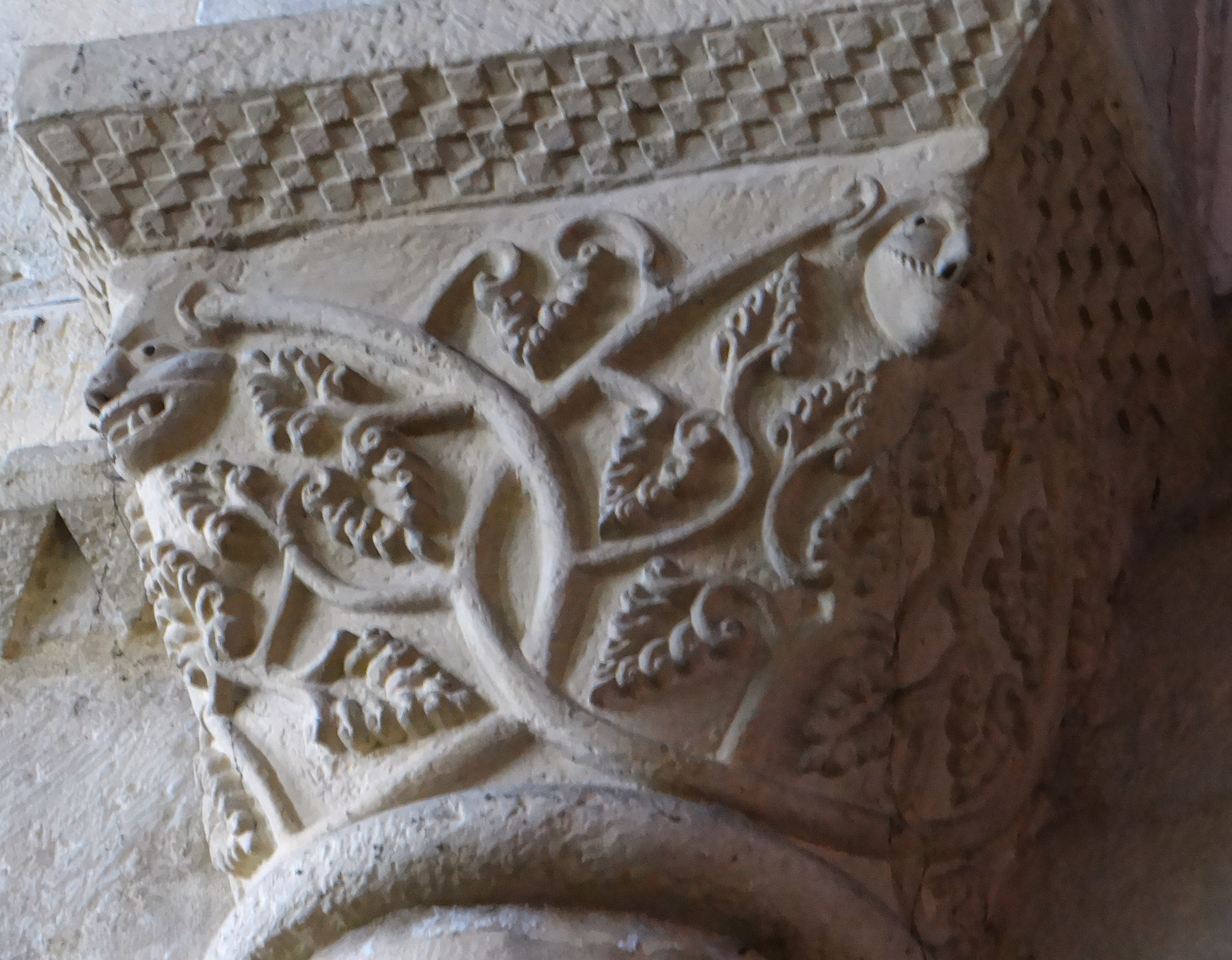
Rinceaux et feuillages.

## Vitraux
L'église a été décorée de vitraux de la fin du XIXe siècle dont un par Lucien-Léopold Lobin.

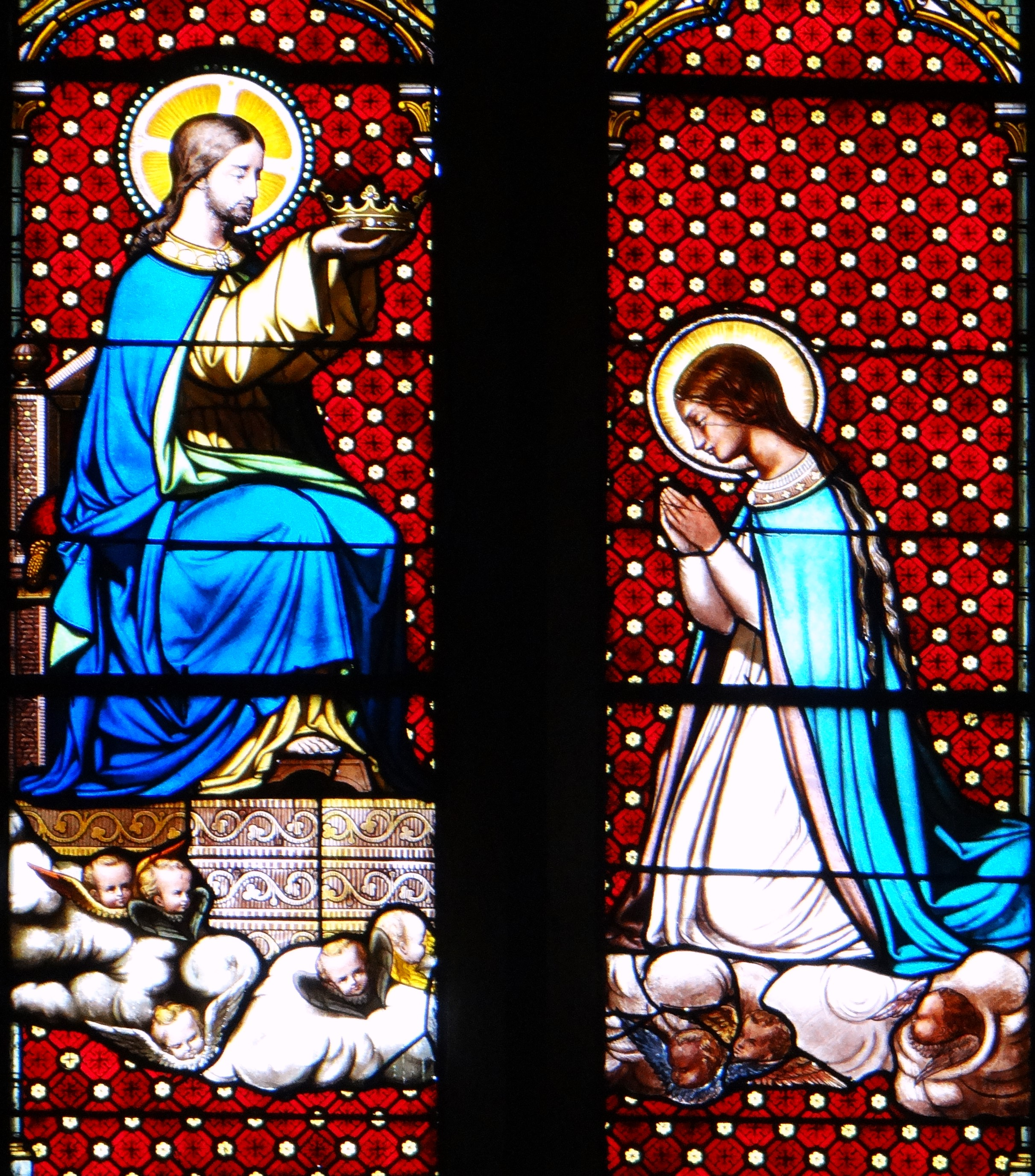
Vitrail du chevet : couronnement de la Vierge.
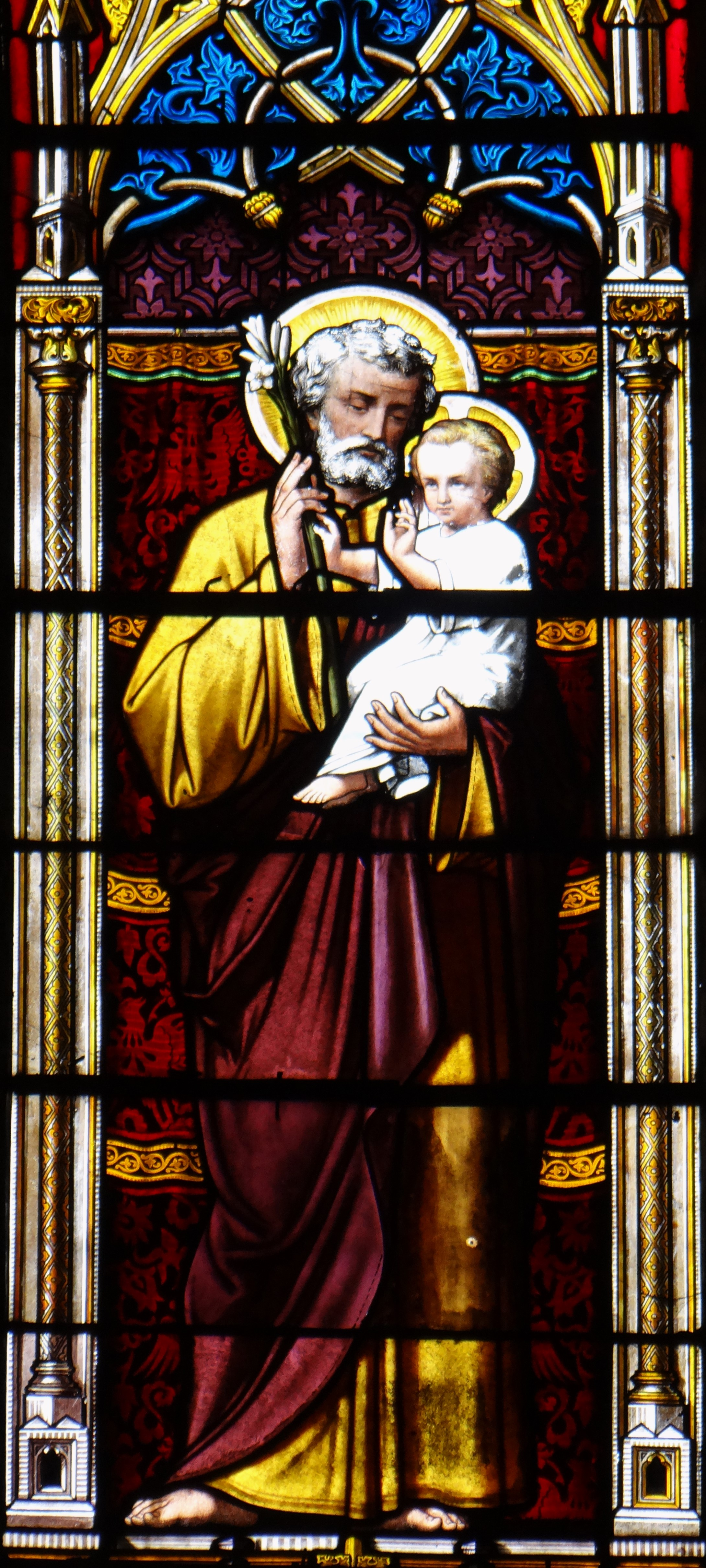
Vitrail du croisillon nord du transept : saint Joseph.
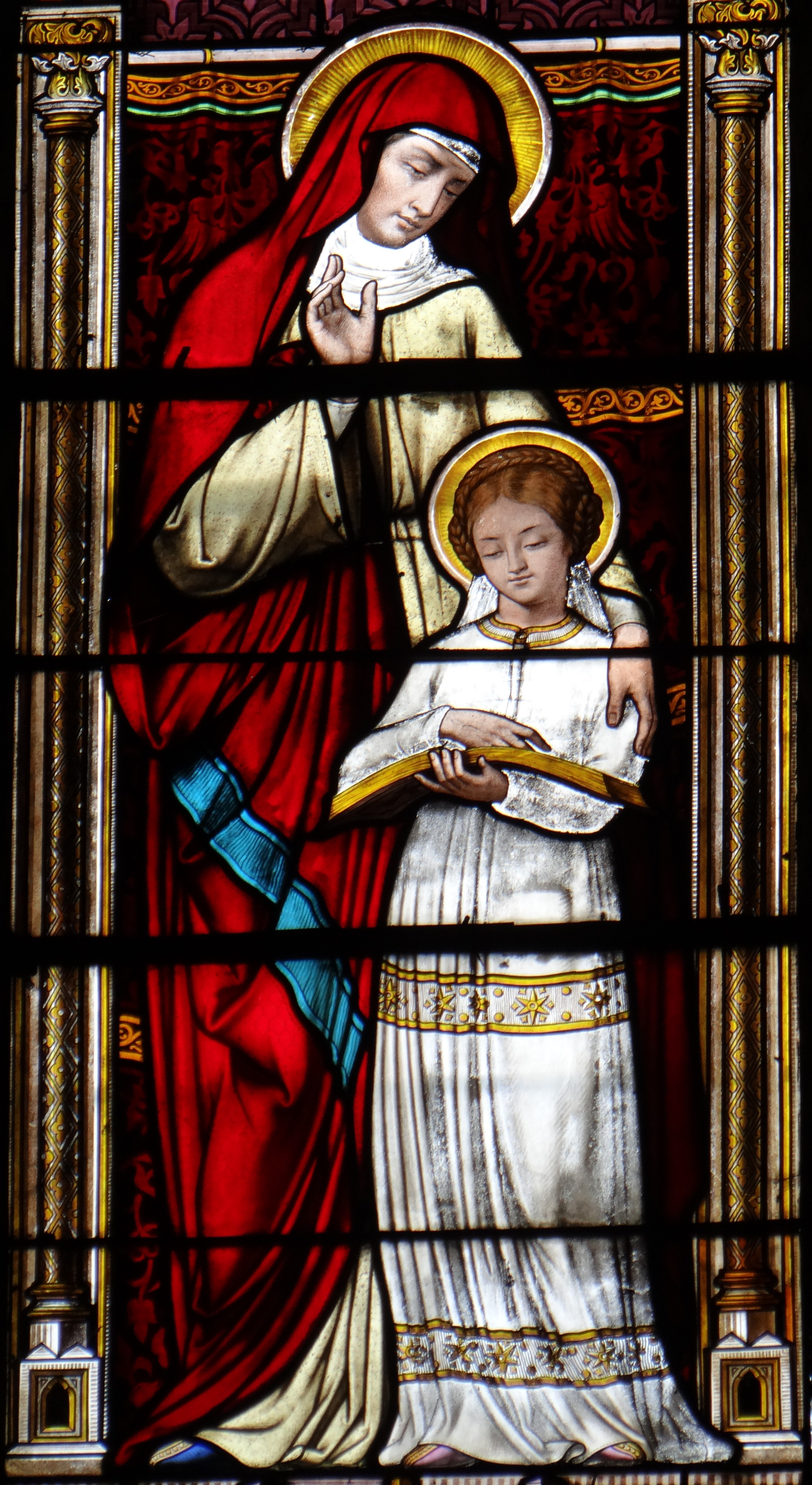
Vitrail du croisillon nord du transept : sainte Anne et la Vierge.
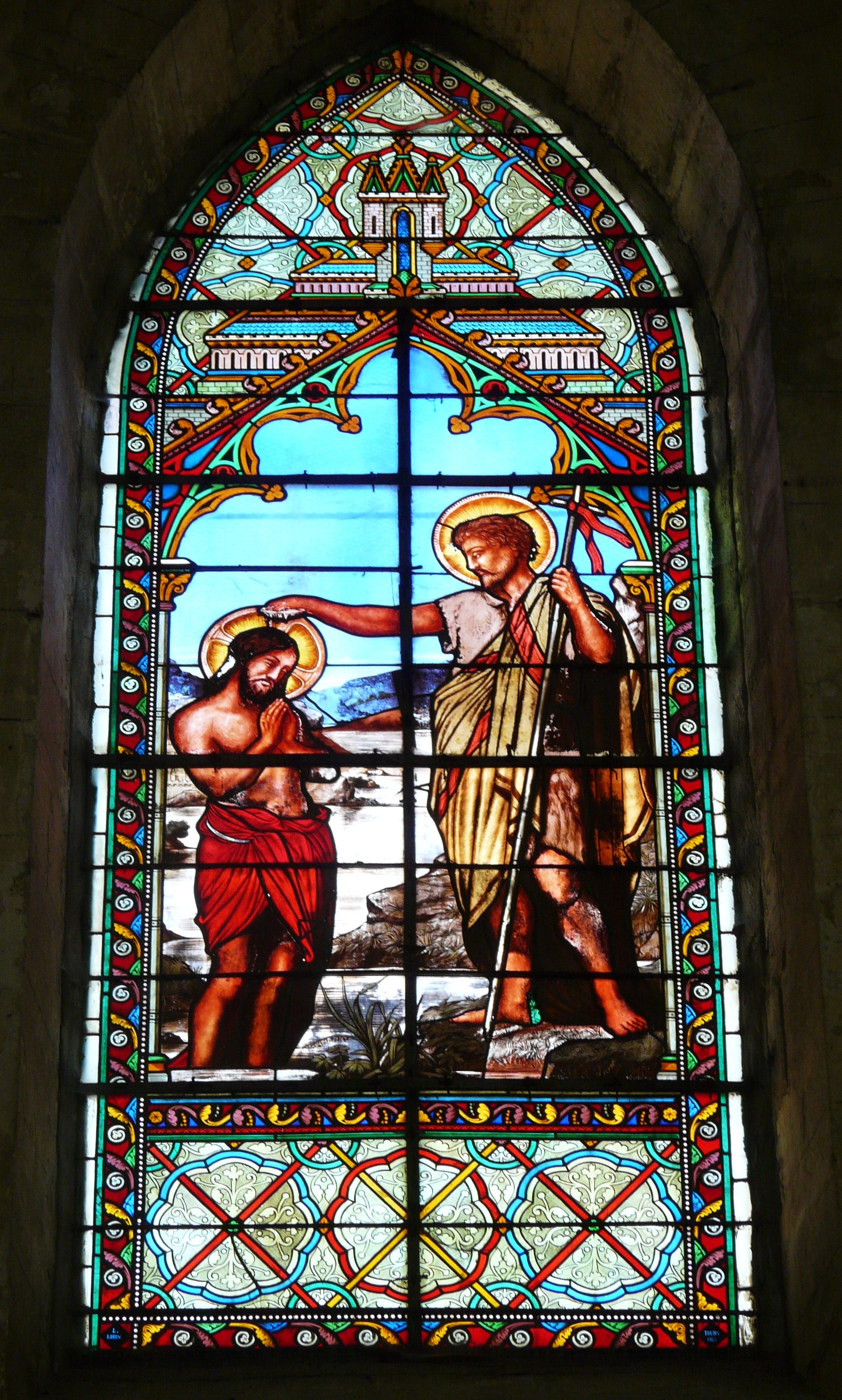
Nef : baptême du Christ par l'atelier de Lucien-Léopold Lobin.